# Szent Miklós-fatemplom (Karika)
A karikai Szent Miklós-fatemplom műemlékké nyilvánított épület Romániában, Szilágy megyében. A romániai műemlékek jegyzékében az  SJ-II-m-A-05044 sorszámon szerepel.